# بایجو دیوانه (فیلم)
بایجو دیوانه (به هندی: Baiju Bawra) فیلمی محصول سال ۱۹۵۲ و به کارگردانی ویجی بات است. در این فیلم بازیگرانی همچون مینا کوماری، بهارات بوشان و منموهان کریشنا ایفای نقش کرده‌اند.